# 夏尔·博宗
夏尔·博宗（法語：Charles Bozon，1932年12月15日—1964年7月7日），法国男子高山滑雪运动员。他曾代表法国参加1956年和1960年冬季奥林匹克运动会高山滑雪比赛，获得一枚铜牌。